# 500 Milhas de Indianápolis de 2024
A 108ª edição das 500 Milhas de Indianápolis (creditada oficialmente como "108th Running of the Indianapolis 500 presented by Gainbridge") foi a sexta etapa do calendário de corridas da temporada de 2024 da IndyCar Series (contabilizando a etapa extracampeonato do Thermal Club), disputada no dia 26 de maio no Indianapolis Motor Speedway, localizado na cidade de Speedway, em Indiana. O hino nacional norte-americano foi interpretado pela cantora Jordin Sparks, enquanto "Back Home Again In Indiana" ficou novamente por conta do tenor Jim Cornelison.
Pela quinta vez consecutiva, a ordem de largada foi dada por Roger Penske. O pace-car foi um Chevrolet Corvette C8 E-Ray 3LZ, que foi dirigido pelo ex-jogador de beisebol Ken Griffey Jr., e Aaron Likens, portador de síndrome de Asperger, foi o responsável por dar a largada da prova, e os atores Austin Butler e Jodie Comer deram o início honorário da corrida.
Josef Newgarden, que havia vencido a edição anterior após superar o sueco Marcus Ericsson (então piloto da Chip Ganassi Racing) após a relargada., conquistou o bicampeonato da mesma forma, desta vez ultrapassando o mexicano Patricio O'Ward, da Arrow McLaren, que chegou a superar o piloto da Penske quando a bandeira branca havia sido acionada. Com a vitória, Newgarden tornou-se o primeiro piloto bicampeão das 500 Milhas desde o brasileiro Hélio Castroneves, que havia conquistado o feito em 2001 e 2002, também pela Penske. O neozelandês Scott Dixon terminou em terceiro lugar.
Entre os novatos, o dinamarquês Christian Rasmussen, da Ed Carpenter Racing, foi o melhor classificado ao cruzar a linha de chegada em 12º. Hélio Castroneves, inscrito apenas para a prova após tornar-se sócio da Meyer Shank Racing depois de 2 temporadas como piloto fixo e que tentava o pentacampeonato, chegou apenas na vigésima posição. Scott McLaughlin, que largou na pole-position, foi o piloto que liderou mais voltas (64).

## Pilotos inscritos
Além dos 26 pilotos que disputarão a temporada completa (David Malukas teve o contrato rescindido pela Arrow McLaren depois de 4 corridas ausente e não chegou a estrear, e Christian Rasmussen usará o #33 em seu carro), inscreveram-se para a corrida outros 7 pilotos que participarão apenas das 500 Milhas (Marco Andretti, Ryan Hunter-Reay, Hélio Castroneves, Katherine Legge, Takuma Sato, Conor Daly e Kyle Larson), além de Ed Carpenter, que fará novamente apenas as provas em circuito oval, e Nolan Siegel, inscrito para 4 provas. Larson tentou fazer também a 600 Milhas de Charlotte pela NASCAR Cup Series, mas o atraso provocado pela chuva que atingiu a região do Indianapolis Motor Speedway ameaçou sua participação, mas ele decidiu priorizar as 500 Milhas.
A equipe Abel Motorsports, que chegou a se inscrever com RC Enerson, anunciou que desistiu de participar das 500 Milhas de Indianápolis por falta de patrocínio.

## Treino classificatório
| Pos.                      | No.                       | Piloto                    | Equipe                                                      | Motor                     | Vel.                      | Vel.                      |
| 12 melhores classificados | 12 melhores classificados | 12 melhores classificados | 12 melhores classificados                                   | 12 melhores classificados | 12 melhores classificados | 12 melhores classificados |
| ------------------------- | ------------------------- | ------------------------- | ----------------------------------------------------------- | ------------------------- | ------------------------- | ------------------------- |
| 1                         | 12                        | Will Power W              | Team Penske                                                 | Chevrolet Indy V6         | 233,758                   | 376,197                   |
| 2                         | 3                         | Scott McLaughlin          | Team Penske                                                 | Chevrolet Indy V6         | 233,332                   | 375,511                   |
| 3                         | 2                         | Josef Newgarden W         | Team Penske                                                 | Chevrolet Indy V6         | 233,293                   | 375,449                   |
| 4                         | 7                         | Alexander Rossi W         | Arrow McLaren                                               | Chevrolet Indy V6         | 233,069                   | 375,088                   |
| 5                         | 27                        | Kyle Kirkwood             | Andretti Global                                             | Honda Indy V6             | 262,764                   | 422,878                   |
| 6                         | 17                        | Kyle Larson R             | Arrow McLaren w/ Hendrick Motorsports                       | Chevrolet Indy V6         | 232,563                   | 374,274                   |
| 7                         | 60                        | Felix Rosenqvist          | Meyer Shank Racing                                          | Honda Indy V6             | 232,547                   | 374,248                   |
| 8                         | 14                        | Santino Ferrucci          | A. J. Foyt Racing                                           | Chevrolet Indy V6         | 232,496                   | 374,166                   |
| 9                         | 75                        | Takuma Sato W             | Rahal Letterman Lanigan Racing                              | Honda Indy V6             | 232,473                   | 374,129                   |
| 10                        | 5                         | Patricio O'Ward           | Arrow McLaren                                               | Chevrolet Indy V6         | 232,434                   | 374,066                   |
| 11                        | 21                        | Rinus VeeKay              | Ed Carpenter Racing                                         | Chevrolet Indy V6         | 232,419                   | 374,042                   |
| 12                        | 23                        | Ryan Hunter-Reay W        | Dreyer & Reinbold Racing w/ Cusick Motorsports              | Chevrolet Indy V6         | 232,385                   | 373,987                   |
| Posições 13–30            |                           |                           |                                                             |                           |                           |                           |
| 13                        | 26                        | Colton Herta              | Andretti Global w/ Curb-Agajanian                           | Honda Indy V6             | 232,316                   | 373,876                   |
| 14                        | 10                        | Álex Palou                | Chip Ganassi Racing                                         | Honda Indy V6             | 232,306                   | 373,860                   |
| 15                        | 6                         | Callum Ilott              | Arrow McLaren                                               | Chevrolet Indy V6         | 232,230                   | 373,738                   |
| 16                        | 11                        | Marcus Armstrong R        | Chip Ganassi Racing                                         | Honda Indy V6             | 232,183                   | 373,662                   |
| 17                        | 20                        | Ed Carpenter              | Ed Carpenter Racing                                         | Chevrolet Indy V6         | 232,017                   | 373,395                   |
| 18                        | 4                         | Kyffin Simpson R          | Chip Ganassi Racing                                         | Honda Indy V6             | 231,948                   | 373,284                   |
| 19                        | 98                        | Marco Andretti            | Andretti Herta Autosport w/ Marco Andretti & Curb-Agajanian | Honda Indy V6             | 231,890                   | 373,191                   |
| 20                        | 06                        | Hélio Castroneves W       | Meyer Shank Racing w/ Curb-Agajanian                        | Chevrolet Indy V6         | 231,871                   | 373,160                   |
| 21                        | 9                         | Scott Dixon W             | Chip Ganassi Racing                                         | Honda Indy V6             | 231,851                   | 373,128                   |
| 22                        | 78                        | Agustín Canapino          | Juncos Hollinger Racing                                     | Chevrolet Indy V6         | 231,847                   | 373,122                   |
| 23                        | 41                        | Sting Ray Robb            | A. J. Foyt Racing                                           | Chevrolet Indy V6         | 231,826                   | 373,088                   |
| 24                        | 33                        | Christian Rasmussen R     | Ed Carpenter Racing                                         | Chevrolet Indy V6         | 231,682                   | 372,856                   |
| 25                        | 66                        | Tom Blomqvist R           | Meyer Shank Racing                                          | Honda Indy V6             | 231,578                   | 372,689                   |
| 26                        | 77                        | Romain Grosjean           | Juncos Hollinger Racing                                     | Chevrolet Indy V6         | 231,514                   | 372,586                   |
| 27                        | 8                         | Linus Lundqvist R         | Chip Ganassi Racing                                         | Honda Indy V6             | 231,506                   | 372,573                   |
| 28                        | 45                        | Christian Lundgaard       | Rahal Letterman Lanigan Racing                              | Honda Indy V6             | 231,465                   | 372,507                   |
| 29                        | 24                        | Conor Daly                | Dreyer & Reinbold Racing w/ Cusick Motorsports              | Chevrolet Indy V6         | 231,243                   | 372,150                   |
| 30                        | 30                        | Pietro Fittipaldi         | Rahal Letterman Lanigan Racing                              | Honda Indy V6             | 231,100                   | 371,919                   |
| Bump Day                  |                           |                           |                                                             |                           |                           |                           |
| 31                        | 51                        | Katherine Legge           | Dale Coyne Racing w/ Rick Ware Racing                       | Honda Indy V6             | Sem tempo                 | Sem tempo                 |
| 32                        | 28                        | Marcus Ericsson W         | Andretti Global                                             | Honda Indy V6             | Sem tempo                 | Sem tempo                 |
| 33                        | 15                        | Graham Rahal              | Rahal Letterman Lanigan Racing                              | Honda Indy V6             | Sem tempo                 | Sem tempo                 |
| 34                        | 18                        | Nolan Siegel R            | Dale Coyne Racing                                           | Honda Indy V6             | Sem tempo                 | Sem tempo                 |
| Official Report           |                           |                           |                                                             |                           |                           |                           |

#### Treino classificatório do Top 12
| Pos.                          | No.                           | Piloto                        | Equipe                                         | Motor                         | Vel.                          | Vel.                          |
| Classificados para o Fast Six | Classificados para o Fast Six | Classificados para o Fast Six | Classificados para o Fast Six                  | Classificados para o Fast Six | Classificados para o Fast Six | Classificados para o Fast Six |
| ----------------------------- | ----------------------------- | ----------------------------- | ---------------------------------------------- | ----------------------------- | ----------------------------- | ----------------------------- |
| 1                             | 3                             | Scott McLaughlin              | Team Penske                                    | Chevrolet Indy V6             | 233,492                       | 375,769                       |
| 2                             | 12                            | Will Power W                  | Team Penske                                    | Chevrolet Indy V6             | 233,483                       | 375,754                       |
| 3                             | 2                             | Josef Newgarden W             | Team Penske                                    | Chevrolet Indy V6             | 233,286                       | 375,437                       |
| 4                             | 7                             | Alexander Rossi W             | Arrow McLaren                                  | Chevrolet Indy V6             | 233,071                       | 375,091                       |
| 5                             | 17                            | Kyle Larson R                 | Arrow McLaren w/ Hendrick Motorsports          | Chevrolet Indy V6             | 232,788                       | 374,636                       |
| 6                             | 14                            | Santino Ferrucci              | A. J. Foyt Racing                              | Chevrolet Indy V6             | 232,723                       | 374,531                       |
| Posições 7–12                 |                               |                               |                                                |                               |                               |                               |
| 7                             | 21                            | Rinus VeeKay                  | Ed Carpenter Racing                            | Chevrolet Indy V6             | 232,610                       | 374,350                       |
| 8                             | 5                             | Patricio O'Ward               | Arrow McLaren                                  | Chevrolet Indy V6             | 232,584                       | 374,308                       |
| 9                             | 60                            | Felix Rosenqvist              | Meyer Shank Racing                             | Honda Indy V6                 | 232,305                       | 373,859                       |
| 10                            | 75                            | Takuma Sato W                 | Rahal Letterman Lanigan Racing                 | Honda Indy V6                 | 232,171                       | 373,643                       |
| 11                            | 27                            | Kyle Kirkwood                 | Andretti Global                                | Honda Indy V6                 | 230,993                       | 371,747                       |
| 12                            | 23                            | Ryan Hunter-Reay W            | Dreyer & Reinbold Racing w/ Cusick Motorsports | Chevrolet Indy V6             | 230,567                       | 371,062                       |
| Official Report               |                               |                               |                                                |                               |                               |                               |

#### Bump Day
4 pilotos participaram do Bump Day: Graham Rahal, Katherine Legge, Marcus Ericsson e Nolan Siegel. O sueco da Andretti Global chegou a cometer um erro durante sua primeira tentativa de volta rápida ao diminuir a velocidade, pensando que tinha visto a bandeira quadriculada e voltando aos boxes. Na última tentativa, fez a segunda maior média do Bump (230.027 mph), terminando atrás da britânica da Dale Coyne Racing e garantindo sua vaga no grid.
Ao contrário de Ericsson, Graham Rahal não voltou para melhorar sua média e acompanhou a tentativa de Siegel. O piloto da Dale Coyne perdeu o controle de seu Dallara-Honda #18 e bateu na curva 2, ficando de fora das 500 Milhas.
| Pos.             | No.            | Piloto            | Equipe                                | Motor          | Vel.           | Vel.           |
| Posições 31–33   | Posições 31–33 | Posições 31–33    | Posições 31–33                        | Posições 31–33 | Posições 31–33 | Posições 31–33 |
| ---------------- | -------------- | ----------------- | ------------------------------------- | -------------- | -------------- | -------------- |
| 31               | 51             | Katherine Legge   | Dale Coyne Racing w/ Rick Ware Racing | Honda Indy V6  | 230,092        | 370,297        |
| 32               | 28             | Marcus Ericsson W | Andretti Global                       | Honda Indy V6  | 230,027        | 370,193        |
| 33               | 15             | Graham Rahal      | Rahal Letterman Lanigan Racing        | Honda Indy V6  | 229,974        | 370,107        |
| Não-classificado |                |                   |                                       |                |                |                |
| 34               | 18             | Nolan Siegel R    | Dale Coyne Racing                     | Honda Indy V6  | Sem tempo      | Sem tempo      |
| Official Report  |                |                   |                                       |                |                |                |

#### Fast Six
| Pos.            | No.          | Piloto            | Equipe                                | Motor             | Vel.         | Vel.         |
| Posições 1–6    | Posições 1–6 | Posições 1–6      | Posições 1–6                          | Posições 1–6      | Posições 1–6 | Posições 1–6 |
| --------------- | ------------ | ----------------- | ------------------------------------- | ----------------- | ------------ | ------------ |
| 1               | 3            | Scott McLaughlin  | Team Penske                           | Chevrolet Indy V6 | 234,220      | 376,941      |
| 2               | 12           | Will Power W      | Team Penske                           | Chevrolet Indy V6 | 233,917      | 376,453      |
| 3               | 2            | Josef Newgarden W | Team Penske                           | Chevrolet Indy V6 | 233,808      | 376,278      |
| 4               | 7            | Alexander Rossi W | Arrow McLaren                         | Chevrolet Indy V6 | 233,090      | 375,122      |
| 5               | 17           | Kyle Larson R     | Arrow McLaren w/ Hendrick Motorsports | Chevrolet Indy V6 | 232,846      | 374,729      |
| 6               | 14           | Santino Ferrucci  | A. J. Foyt Racing                     | Chevrolet Indy V6 | 232,692      | 374,481      |
| Official Report |              |                   |                                       |                   |              |              |

## Grid de largada
| Row | Abre a fila | Abre a fila         | Meio da fila | Meio da fila        | Fecha a fila | Fecha a fila          |
| --- | ----------- | ------------------- | ------------ | ------------------- | ------------ | --------------------- |
| 1   | 3           | Scott McLaughlin    | 12           | Will Power W        | 2            | Josef Newgarden W     |
| 2   | 7           | Alexander Rossi W   | 17           | Kyle Larson R       | 14           | Santino Ferrucci      |
| 3   | 21          | Rinus VeeKay        | 5            | Patricio O'Ward     | 60           | Felix Rosenqvist      |
| 4   | 75          | Takuma Sato W       | 27           | Kyle Kirkwood       | 23           | Ryan Hunter-Reay W    |
| 5   | 26          | Colton Herta        | 10           | Álex Palou          | 6            | Callum Ilott          |
| 6   | 11          | Marcus Armstrong R  | 20           | Ed Carpenter        | 4            | Kyffin Simpson R      |
| 7   | 98          | Marco Andretti      | 06           | Hélio Castroneves W | 9            | Scott Dixon W         |
| 8   | 78          | Agustín Canapino    | 41           | Sting Ray Robb      | 33           | Christian Rasmussen R |
| 9   | 66          | Tom Blomqvist R     | 77           | Romain Grosjean     | 8            | Linus Lundqvist R     |
| 10  | 45          | Christian Lundgaard | 24           | Conor Daly          | 30           | Pietro Fittipaldi     |
| 11  | 51          | Katherine Legge     | 28           | Marcus Ericsson W   | 15           | Graham Rahal          |

Não se classificou
| No. | Piloto         | Equipe            | Motivo da não-classificação                                                           |
| --- | -------------- | ----------------- | ------------------------------------------------------------------------------------- |
| 18  | Nolan Siegel R | Dale Coyne Racing | Eliminado após rodar e bater na curva 2, teve a menor média de velocidade do Bump Day |

## Resultado oficial
| Pos.               | Nº | Piloto                | Equipe                                                          | Chassi        | Motor             | Voltas completadas | Tempo/Abandono    | Pit Stops | Classificação | Pontos |
| ------------------ | -- | --------------------- | --------------------------------------------------------------- | ------------- | ----------------- | ------------------ | ----------------- | --------- | ------------- | ------ |
| 1                  | 2  | Josef Newgarden W     | Team Penske                                                     | Dallara UAK18 | Chevrolet Indy V6 | 200                | 2:58:49.4079      | 5         | 3             | 61     |
| 2                  | 5  | Patricio O'Ward       | Arrow McLaren                                                   | Dallara UAK18 | Chevrolet Indy V6 | 200                | +0.3417           | 6         | 8             | 46     |
| 3                  | 9  | Scott Dixon W         | Chip Ganassi Racing                                             | Dallara UAK18 | Honda Indy V6     | 200                | +0.9097           | 6         | 21            | 36     |
| 4                  | 7  | Alexander Rossi W     | Arrow McLaren                                                   | Dallara UAK18 | Chevrolet Indy V6 | 200                | +1.1691           | 5         | 4             | 42     |
| 5                  | 10 | Álex Palou            | Chip Ganassi Racing                                             | Dallara UAK18 | Honda Indy V6     | 200                | +1.5079           | 5         | 14            | 31     |
| 6                  | 3  | Scott McLaughlin      | Team Penske                                                     | Dallara UAK18 | Chevrolet Indy V6 | 200                | +2.0593           | 5         | 1             | 43     |
| 7                  | 27 | Kyle Kirkwood         | Andretti Global                                                 | Dallara UAK18 | Honda Indy V6     | 200                | +2.5379           | 6         | 11            | 29     |
| 8                  | 14 | Santino Ferrucci      | A. J. Foyt Racing                                               | Dallara UAK18 | Chevrolet Indy V6 | 200                | +3.6143           | 5         | 6             | 32     |
| 9                  | 21 | Rinus VeeKay          | Ed Carpenter Racing                                             | Dallara UAK18 | Chevrolet Indy V6 | 200                | +3.9560           | 5         | 7             | 29     |
| 10                 | 24 | Conor Daly            | Dreyer & Reinbold Racing with Cusick Motorsports                | Dallara UAK18 | Chevrolet Indy V6 | 200                | +4.6071           | 6         | 29            | 21     |
| 11                 | 6  | Callum Ilott          | Arrow McLaren                                                   | Dallara UAK18 | Chevrolet Indy V6 | 200                | +4.9652           | 7         | 15            | 20     |
| 12                 | 33 | Christian Rasmussen R | Ed Carpenter Racing                                             | Dallara UAK18 | Chevrolet Indy V6 | 200                | +5.3234           | 6         | 24            | 19     |
| 13                 | 45 | Christian Lundgaard   | Rahal Letterman Lanigan Racing                                  | Dallara UAK18 | Honda Indy V6     | 200                | +6.1824           | 7         | 28            | 18     |
| 14                 | 75 | Takuma Sato W         | Rahal Letterman Lanigan Racing                                  | Dallara UAK18 | Honda Indy V6     | 200                | +6.6893           | 6         | 10            | 19     |
| 15                 | 15 | Graham Rahal          | Rahal Letterman Lanigan Racing                                  | Dallara UAK18 | Honda Indy V6     | 200                | +7.3608           | 7         | 33            | 16     |
| 16                 | 41 | Sting Ray Robb        | A. J. Foyt Racing                                               | Dallara UAK18 | Chevrolet Indy V6 | 200                | +8.5098           | 5         | 23            | 15     |
| 17                 | 20 | Ed Carpenter          | Ed Carpenter Racing                                             | Dallara UAK18 | Chevrolet Indy V6 | 200                | +8.9081           | 6         | 17            | 14     |
| 18                 | 17 | Kyle Larson R         | Arrow McLaren with Hendrick Motorsports                         | Dallara UAK18 | Chevrolet Indy V6 | 200                | +9.4846           | 6         | 5             | 21     |
| 19                 | 77 | Romain Grosjean       | Juncos Hollinger Racing                                         | Dallara UAK18 | Chevrolet Indy V6 | 200                | +9.8312           | 7         | 26            | 11     |
| 20                 | 06 | Hélio Castroneves W   | Meyer Shank Racing with Curb-Agajanian                          | Dallara UAK18 | Honda Indy V6     | 200                | +10.3602          | 5         | 20            | 10     |
| 21                 | 4  | Kyffin Simpson R      | Chip Ganassi Racing                                             | Dallara UAK18 | Honda Indy V6     | 200                | +11.0931          | 8         | 18            | 10     |
| 22                 | 78 | Agustín Canapino      | Juncos Hollinger Racing                                         | Dallara UAK18 | Chevrolet Indy V6 | 199                | +1 volta          | 6         | 22            | 8      |
| 23                 | 26 | Colton Herta          | Andretti Global with Curb-Agajanian                             | Dallara UAK18 | Honda Indy V6     | 170                | Batida            | 4         | 13            | 7      |
| 24                 | 12 | Will Power W          | Team Penske                                                     | Dallara UAK18 | Chevrolet Indy V6 | 145                | Batida            | 4         | 2             | 17     |
| 25                 | 98 | Marco Andretti        | Andretti Herta Autosport with Marco Andretti and Curb-Agajanian | Dallara UAK18 | Honda Indy V6     | 113                | Batida            | 5         | 19            | 5      |
| 26                 | 23 | Ryan Hunter-Reay W    | Dreyer & Reinbold Racing with Cusick Motorsports                | Dallara UAK18 | Chevrolet Indy V6 | 107                | Batida            | 4         | 12            | 6      |
| 27                 | 60 | Felix Rosenqvist      | Meyer Shank Racing                                              | Dallara UAK18 | Honda Indy V6     | 55                 | Problema mecânico | 1         | 9             | 9      |
| 28                 | 8  | Linus Lundqvist R     | Chip Ganassi Racing                                             | Dallara UAK18 | Honda Indy V6     | 27                 | Batida            | 2         | 27            | 5      |
| 29                 | 51 | Katherine Legge       | Dale Coyne Racing with Rick Ware Racing                         | Dallara UAK18 | Honda Indy V6     | 22                 | Problema mecânico | 1         | 31            | 5      |
| 30                 | 11 | Marcus Armstrong R    | Chip Ganassi Racing                                             | Dallara UAK18 | Honda Indy V6     | 6                  | Problema mecânico | 0         | 16            | 5      |
| 31                 | 66 | Tom Blomqvist R       | Meyer Shank Racing                                              | Dallara UAK18 | Honda Indy V6     | 0                  | Batida            | 0         | 25            | 5      |
| 32                 | 30 | Pietro Fittipaldi     | Rahal Letterman Lanigan Racing                                  | Dallara UAK18 | Honda Indy V6     | 0                  | Batida            | 0         | 30            | 5      |
| 33                 | 28 | Marcus Ericsson W     | Andretti Global                                                 | Dallara UAK18 | Honda Indy V6     | 0                  | Batida            | 0         | 32            | 5      |
| Official Box Score |    |                       |                                                                 |               |                   |                    |                   |           |               |        |

### Estatísticas da corrida
| Voltas lideradas | Voltas lideradas    |
| Voltas           | Líder               |
| ---------------- | ------------------- |
| 1–23             | Scott McLaughlin    |
| 24–26            | Sting Ray Robb      |
| 27–31            | Conor Daly          |
| 32               | Sting Ray Robb      |
| 33–34            | Scott McLaughlin    |
| 35               | Patricio O'Ward     |
| 36–42            | Conor Daly          |
| 43–48            | Scott McLaughlin    |
| 49               | Christian Rasmussen |
| 50–57            | Scott McLaughlin    |
| 58–64            | Conor Daly          |
| 65–76            | Sting Ray Robb      |
| 77–87            | Scott McLaughlin    |
| 88–91            | Rinus VeeKay        |
| 92               | Graham Rahal        |
| 93               | Christian Lundgaard |
| 94–96            | Rinus VeeKay        |
| 97–99            | Christian Lundgaard |
| 100–112          | Josef Newgarden     |
| 113–125          | Scott McLaughlin    |
| 126–129          | Josef Newgarden     |
| 130              | Scott McLaughlin    |
| 131              | Alexander Rossi     |
| 132              | Santino Ferrucci    |
| 133–134          | Scott Dixon         |

| Voltas lideradas (cont.) | Voltas lideradas (cont.) |
| Voltas                   | Líder                    |
| ------------------------ | ------------------------ |
| 135–136                  | Patricio O'Ward          |
| 137–140                  | Scott Dixon              |
| 141–143                  | Conor Daly               |
| 144–150                  | Sting Ray Robb           |
| 151–154                  | Scott Dixon              |
| 155                      | Patricio O'Ward          |
| 156–159                  | Alexander Rossi          |
| 160                      | Patricio O'Ward          |
| 161–163                  | Alexander Rossi          |
| 164                      | Patricio O'Ward          |
| 165                      | Alexander Rossi          |
| 166–169                  | Patricio O'Ward          |
| 170–171                  | Scott Dixon              |
| 172                      | Álex Palou               |
| 173                      | Rinus VeeKay             |
| 174–175                  | Kyle Kirkwood            |
| 176                      | Callum Ilott             |
| 177–179                  | Ed Carpenter             |
| 180–183                  | Kyle Larson              |
| 184–186                  | Kyffin Simpson           |
| 187                      | Alexander Rossi          |
| 188–190                  | Josef Newgarden          |
| 191–192                  | Alexander Rossi          |
| 193–194                  | Josef Newgarden          |
| 195                      | Patricio O'Ward          |
| 196–198                  | Josef Newgarden          |
| 199                      | Patricio O'Ward          |
| 200                      | Josef Newgarden          |

| Total de voltas lideradas | Total de voltas lideradas |
| Piloto                    | Voltas                    |
| ------------------------- | ------------------------- |
| Scott McLaughlin          | 64                        |
| Josef Newgarden           | 26                        |
| Sting Ray Robb            | 23                        |
| Conor Daly                | 22                        |
| Patricio O'Ward           | 12                        |
| Scott Dixon               | 12                        |
| Alexander Rossi           | 12                        |
| Rinus VeeKay              | 8                         |
| Christian Lundgaard       | 4                         |
| Kyle Larson               | 4                         |
| Ed Carpenter              | 3                         |
| Kyffin Simpson            | 3                         |
| Kyle Kirkwood             | 2                         |
| Álex Palou                | 1                         |
| Santino Ferrucci          | 1                         |
| Callum Ilott              | 1                         |
| Christian Rasmussen       | 1                         |
| Graham Rahal              | 1                         |

| Bandeiras amarelas: 8 para 46 voltas | Bandeiras amarelas: 8 para 46 voltas                                         |
| Voltas                               | Motivo                                                                       |
| ------------------------------------ | ---------------------------------------------------------------------------- |
| 1–8                                  | Acidente entre Tom Blomqvist, Pietro Fittipaldi e Marcus Ericsson na curva 2 |
| 22–25                                | Katherine Legge abandona por problemas de motor                              |
| 28–31                                | Acidente de Linus Lundqvist na curva 1                                       |
| 56–63                                | Felix Rosenqvist abandona por problemas de motor                             |
| 86–90                                | Acidente de Colton Herta na curva 2                                          |
| 107–112                              | Ryan Hunter-Reay bate no carro de Scott Dixon e roda                         |
| 114–117                              | Acidente de Marco Andretti na curva 1                                        |
| 147–154                              | Acidente de Will Power na curva 1                                            |